# Ellyes Skhiri
Ellyes Joris Skhiri (arabisch إلياس السخيري, DMG Ilyās as-Saḫīrī; * 10. Mai 1995 in Lunel, Frankreich) ist ein tunesischer Fußballspieler. Der defensive Mittelfeldspieler steht beim Bundesligisten Eintracht Frankfurt unter Vertrag und ist Nationalspieler.

## Karriere

### Verein
Skhiri stammt aus der Jugend des HSC Montpellier und spielte ab 2012 für dessen zweite Mannschaft. Er gab sein Debüt für die erste Mannschaft in der Ligue 1 am 21. März 2015 bei einer 0:1-Auswärtsniederlage gegen den FC Évian Thonon Gaillard am 30. Spieltag. Er wurde in der 90. Minute für Paul Lasne eingewechselt. Insgesamt absolvierte er 123 Spiele in der Ligue 1 für den HSC Montpellier.
Im Sommer 2019 wechselte Skhiri in die Bundesliga zum 1. FC Köln. Er unterschrieb einen bis 2023 laufenden Vertrag. Beim 2:1-Auswärtssieg gegen den SC Freiburg am 3. Spieltag erzielte er in der Nachspielzeit mit dem Siegtreffer sein erstes Bundesligator. Er entwickelte sich schnell zu einem wichtigen Leistungsträger im Kölner Mittelfeld und absolvierte in den Bundesligaspielzeiten 2019/20 und 2020/21 jeweils 32 von 34 Begegnungen – in aller Regel über 90 Minuten. So war er am Ende der Saison 2020/21, in der er fünf Tore zum knappen Klassenerhalt des Vereins beisteuerte, mit 396 Kilometern der Bundesligaspieler mit der größten gelaufenen Distanz. In der Saison 2021/22 kam der Tunesier verletzungsbedingt zu 22 Bundesligaeinsätzen und erzielte mit den Kölnern als Tabellensiebter die Qualifikation für die Playoffs zur Conference League. Dort wurde er in den erfolgreichen Qualifikationsspielen gegen den Fehérvár FC sowie in fünf Gruppenspielen eingesetzt. In der Bundesliga hatte Skhiri – der mit sieben Toren treffsicherster sowie gemäß dem Kicker-Sportmagazin notenbester FC-Spieler war – maßgeblichen Anteil am erneuten Klassenerhalt seines Vereins, den er zum Saisonende mit Auslaufen seines Vertrages ablösefrei verließ.
Zur Spielzeit 2023/24 schloss sich Skhiri Eintracht Frankfurt an. Er unterschrieb beim Bundesligisten einen Vertrag bis zum 30. Juni 2027.

### Nationalmannschaft
Skhiri ist in Frankreich als Sohn eines tunesischstämmigen Vaters und einer französischen Mutter geboren und aufgewachsen. Er wurde mehrmals in die tunesische U23-Auswahl berufen.
Er gab sein Debüt für die tunesische A-Nationalmannschaft bei einem Freundschaftsspiel am 23. März 2018 gegen den Iran. Er nahm mit dem Nationalteam an der Fußball-Weltmeisterschaft 2018 teil und stand in allen drei Gruppenspielen auf dem Platz. Mit der Nationalmannschaft erreichte er den vierten Platz beim Afrika-Cup 2019. Er absolvierte alle sieben Spiele des Turniers.
Bei der Weltmeisterschaft 2022 kam Skhiri bei allen drei Gruppenspielen 90 Minuten zum Einsatz.